# Кольниця (Опольське воєводство)
Кольниця (пол. Kolnica) — село в Польщі, у гміні Ґродкув Бжезького повіту Опольського воєводства.
Населення — 557 осіб (2011).

## Демографія
Демографічна структура станом на 31 березня 2011 року:
|          | Загалом | Допрацездатний вік | Працездатний вік | Постпрацездатний вік |
| -------- | ------- | ------------------ | ---------------- | -------------------- |
| Чоловіки | 282     | 60                 | 201              | 21                   |
| Жінки    | 275     | 67                 | 161              | 47                   |
| Разом    | 557     | 127                | 362              | 68                   |